# 誠修高等学校
誠修高等学校（せいしゅうこうとうがっこう）は、福岡県大牟田市大字田隈にある私立高等学校。

## 沿革

### 年表
※特記ない限り、新年度（4月）から施行。
- 1914年（大正3年） - 市内下里（現在の曙町）に大牟田家政学館を設立。
- 1916年（大正5年） - 福岡県知事の認可により大牟田家政女学校と改称。
- 1930年（昭和5年） - 文部大臣の認可により、大牟田高等家政女学校と改称
- 1935年（昭和10年） - 文部大臣の認可により、福岡県不知火高等女学校を加設
- 1948年（昭和23年） - 学制改革により、不知火女子高等学校を設置（普通科・家政科）
- 1951年（昭和26年） - 学校法人不知火学園と組織変更を認可
- 1989年（平成元年） - 家政科を生活文化科に改称、同科と普通科、商業科にコース制を採用。
- 1999年（平成11年） - 誠修高等学校と改称、男女共学制へ移行。

## 教育組織
- 普通科
  - 進学I類コース
  - 進学II類コース
  - 総合ビジネスコース
- 保育科
  - 幼児教育進学コース
- 生活文化科
  - 食物栄養コース
  - トータルビューティコース

## 教育方針

### 校訓
誠実・親和・敬愛

## 部活動
女子バレーの強豪校であり、春高バレーに5回出場。

## 最寄駅
- 西鉄天神大牟田線 東甘木駅
- JR鹿児島本線 銀水駅

## 著名な出身者
- 竹下佳江（バレーボール選手）